# Luise von Martens

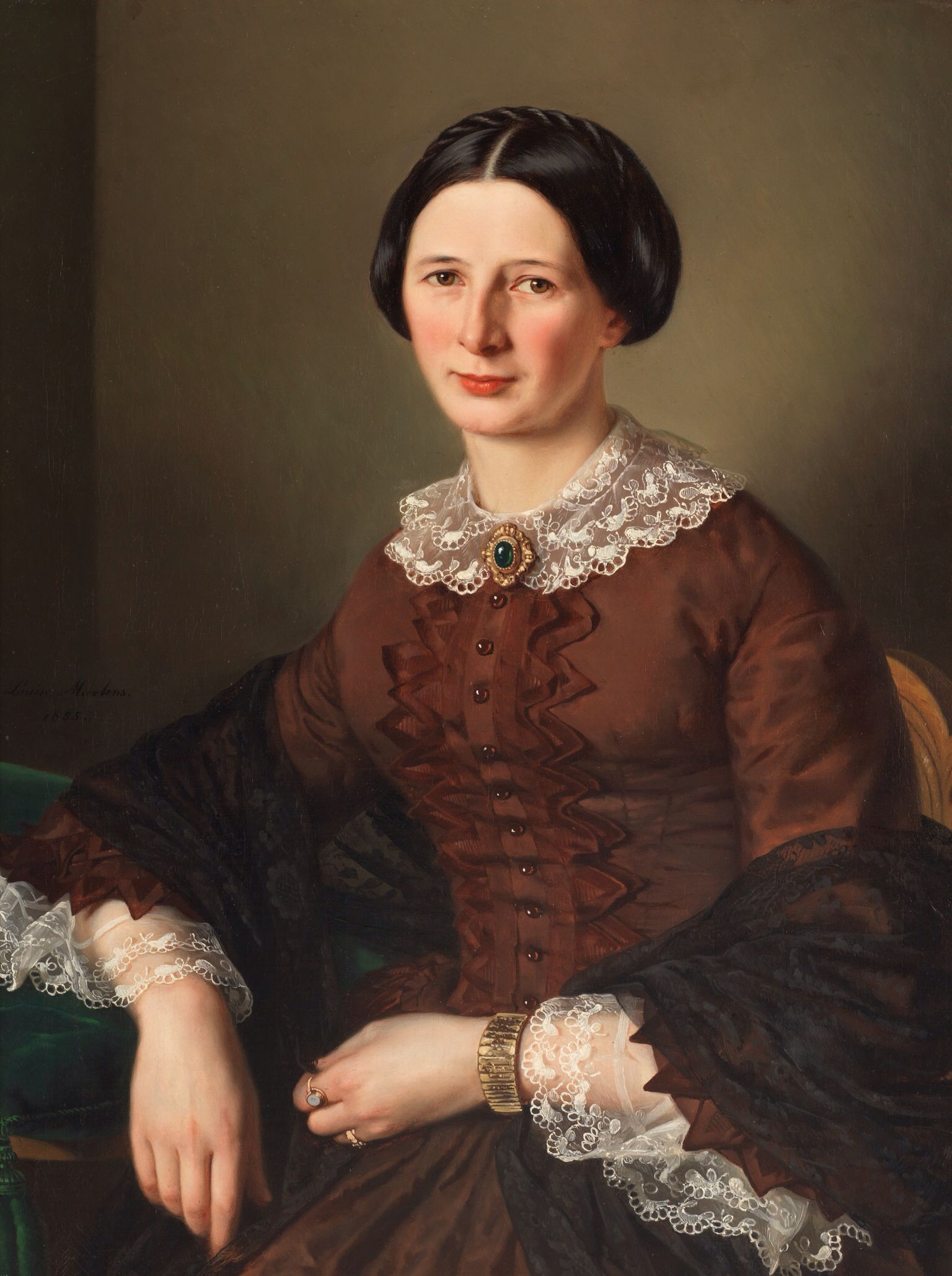
Luise von Martens: Målning av en dam, olja på duk, 1855

Luise Henriette von Martens, född 15 januari 1828 i Stuttgart, död där 16 september 1894, var en tysk målare och tecknare. Hennes mor var dotter till zoologen Eduard von Martens och hennes far var naturforskaren Georg von Martens.
Von Martens började i unga år teckna växter, djur och porträtt. Efter undervisningar av Jenny Eckhardt och Karl Ferdinand Sohn började hon med oljemålningar. Hennes verk visades i utställningar i Düsseldorf, Hannover, München och Berlin. Under hela livet skapade hon ungefär 400 målningar. Dessutom publicerade hon flera teckningar av barn eller akvarell samt ett flertal illustrationer för faderns zoologiska, geografiska och botaniska skrifter. Flera motiv hittade hon under resor till Italien, Belgien, Nederländerna och Schweiz. Andra verk visar byggnader från regionen kring Stuttgart.